# Afdera
Afdera é um gênero de traça pertencente à família Agonoxenidae.